# Нюстрём, Карита
Фанни Карита Кристина Нюстрём (швед. Fanny Carita Kristina Nyström; 1940—2019) — шведскоязычная финская писательница, поэтесса, журналистка и феминистка. В 1970-х годах она стала известна как активистка движения за права женщин после публикации своей книги «Этот мир — наш! Руководство для сестёр» (швед. Denna värld är vår! Handbok i systerskap) в соавторстве с Биргиттой Бушт. Её феминистические взгляды нашли своё отражение и в её более поздних поэтических сборниках, включая «Из жизни матери» (швед. Denna värld är vår! Handbok i systerskap, 1978) и «Подрост» (швед. Återväxt, 1982). Нюстрём основала издательство Hantverk в 1984 году и читала курсы по литературе по всей шведскоязычной Финляндии.

## Биография
Карита Нюстрём родилась 20 февраля 1940 года в Ваасе. Она изучала шведскую литературу и скандинавскую филологию в Хельсинкском университете, который окончила в 1968 году. После чего Нюстрём работала на кафедре скандинавской филологии в этом университете и журналистом в финской телекомпании «Rundradion».
С 1974 по 1978 год вместе с Бушт она согласовывала учебные программы в Народной образовательной ассоциации (швед. Folkets bildningsförbund). Вместе они опубликовали книгу «Этот мир — наш! Руководство для сестёр» (швед. Denna värld är vår! Handbok i systerskap), представив свои взгляды на новое место женщины в обществе. В своей работе они писали «Дайте женщинам инструменты, позволяющие им увидеть и проанализировать их угнетение, переоценить свою историю и тем самым достичь феминистского осознания и понимания своей истинной идентичности». Феминистская позиция Нюстрём отражена в её поэтических сборниках «Из жизни матери» (швед. Denna värld är vår! Handbok i systerskap, 1978) и «Подрост» (швед. Återväxt, 1982). Она поддерживала различные шведско-финские феминистские, пацифистские и политические движения, в том числе Вьетнамское движение, социал-демократическую ассоциацию «Хлеб и розы» (швед. Bröd och Rosor) и Женскую марксистско-феминистскую группу, соучредителем которой она была.
С 1975 года Нюстрём опубликовала 15 книг различных жанров, включая поэзию, эссе, романы и нехудожественную литературу. В середине 1980-х годов она начала писать всё больше автобиографических произведений. В своем поэтическом сборнике «Дом в космосе» (швед. Huset i rymden, 1984) она описывает дома и комнаты, в которых жила. Её роман «Преображённая улица» (швед. Den förvandlade gatan, 1991) частично основана на её воспоминаниях о Швеции во времена Второй мировой войны. В произведении «Сумасшедший в саду и другие истории» (швед. Galningen i trädgården och andra berättelser, 1996) описывается её подростковый опыт поездок по Европе и США. Нюстём продолжила рассказывать историю своей жизни в «Письмах из деревни в Европе» (швед. Brev från en by i Europa, 2001) и «Семь историй из шестидесятых годов» (швед. Sju berättelser från sextiotalet, 2009).
Переводы её стихов были включены в двуязычную книгу 2013 года «Шесть финских поэтов». Критик Стив Уитакер высоко оценил её описания природы во время рецензирования этой книги в 2018 году, особо отметив стихотворение «Река Леты».
Карита Нюстрём умерла в Корснясе 12 октября 2019 года.